# Železnice
Železnice (en allemand : Eisenstadtel) est une ville du district de Jičín, dans la région de Hradec Králové, en Tchéquie. Sa population s'élevait à 1 374 habitants en 2024.

## Géographie
Železnice se trouve à 5 km au nord-nord-est de Jičín, à 43 km au nord-ouest de Hradec Králové et à 81 km au nord-est de Prague.
La commune est limitée par Lomnice nad Popelkou, Kyje et Bradlecká Lhota au nord, par Soběraz à l'est, par Valdice, Jičín et Dílce au sud, et par Podůlší, Jinolice et Kněžnice à l'ouest.

## Histoire
La première mention écrite de la localité date de 1318. La commune a le statut de ville depuis le 23 janvier 2007.

## Administration
La commune se compose de sept sections :
- Železnice
- Březka
- Cidlina
- Doubravice
- Pekloves
- Těšín
- Zámezí

## Galerie

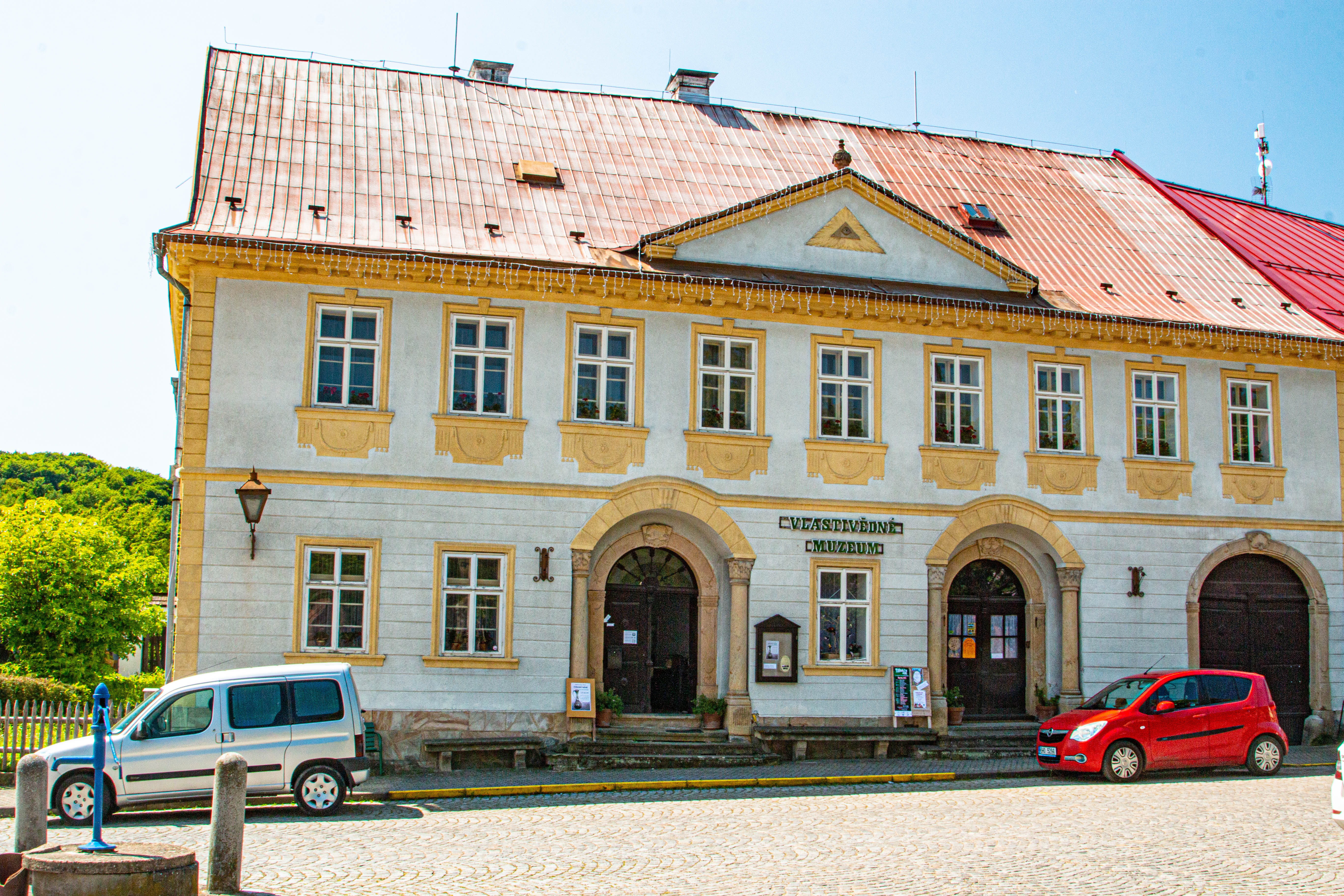
Musée de Železnice.
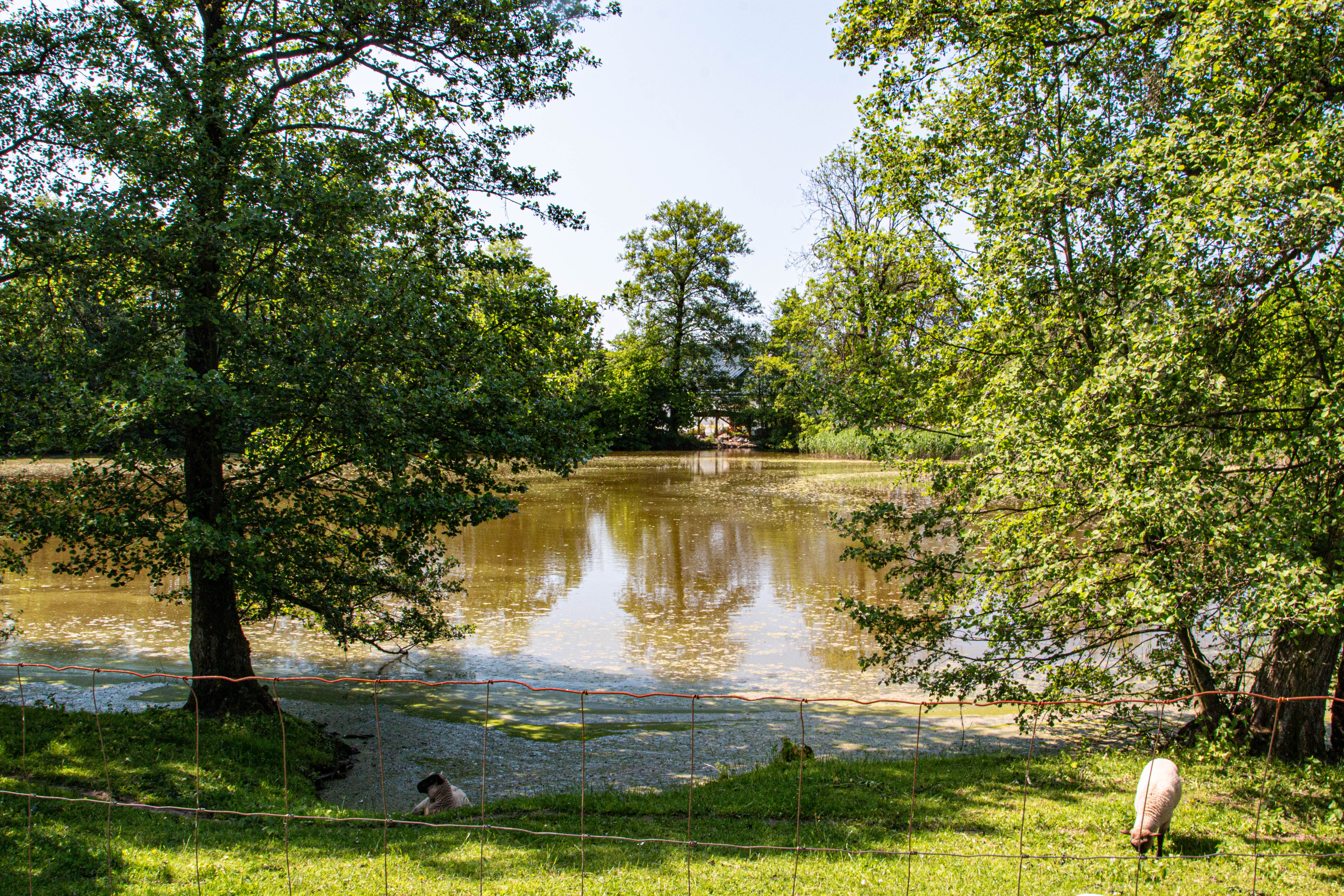
Étang à Železnice.

## Transports
Par la route, Železnice se trouve à 5,7 km de Jičín, à 49 km de Hradec Králové et à 100 km de Prague. 

## Personnalité
- Tavík František Šimon (1877-1942), peintre, graveur et enseignant

## Jumelage
- Revò (Italie)